# アブドゥッラー物語

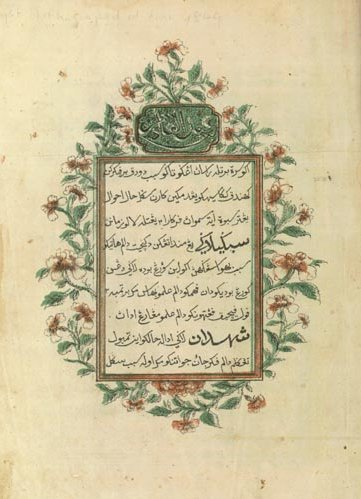
『アブドゥッラー物語』初版。

アブドゥッラー物語（アブドゥッラーものがたり）とは、1849年に書かれたアブドゥッラー・アブドゥル・カディールの自伝である。マレー文学が近代文学へと移行するきっかけとなったと評されており、マレー語教育の教材としても用いられてきた。『ヒカヤッ・アブドゥラ』『アブドゥラ物語』という表記も存在する。

## 内容
1796年にアラブとタミルの血を引く両親のもとムラカに生まれ、イギリスのマレー半島植民地支配が進む中で、イギリス植民地官吏の書記や語学教師を務めたアブドゥッラー・アブドゥル・カディールが、自分の見聞きしたことや考えたことを、一人称「私」を使った口語体で記述している。物語では、マラッカの城塞が崩れる様子や、人々がイギリス人の技術や実用的知識に驚く様子が描かれる。

## 評価
本作は、マレー文学が、宮廷や英雄を賛美する古典文学から近代文学へと移行する先駆けとなったと評されているほか、マレー文学において初めて「リアリズム」という分野を切り開いたとも評されている。また、1957年のマレーシア独立以前から、マレー語教育に欠かせない教材とされてきた。
本作について、押川典昭は「この物語のマレー文学における革新性は、なによりも作者たる『私』が『私』=アブドゥッラーの物語を語るというところにある」と評しているほか、鈴木佑司は「マレー人でないアブドゥッラーにとり行きつくところはマレー語とマレー文学での貢献と、『アッラー』への信仰を介して人種の違いを越えて結びつく同朋愛であったとしても何ら不思議ではない。『物語』の端々にそれが現われ、（略）第二巻の殆んどがそれに当てられていることにも示されていよう」「マレー半島の歴史に関心があるものにとり、いかに『ジャーナリスト』的ではあれ冷静な観察者として描き出した当時の事情は貴重な歴史の証言である」と評している。
また、本作の評価の揺れについて、山本博之は以下のように指摘している